# Сесілія Карранса
Сесілія Карранса Саролі (ісп. Cecilia Carranza Saroli; нар. 29 грудня 1986) — аргентинська яхтсменка, олімпійська чемпіонка 2016 року. Є відкритою лесбійкою.

## Виступи на Олімпіадах
| Олімпіада           | Дисципліна   | Місце |
| ------------------- | ------------ | ----- |
| Пекін 2008          | Лазер радіал | 12    |
| Лондон 2012         | Лазер радіал | 21    |
| Ріо-де-Жанейро 2016 | Накра 17     | 1     |